# Armando Casalini
Armando Casalini (Forlì, 14 giugno 1883 – Roma, 12 settembre 1924) è stato un politico italiano.
Segretario del Partito Repubblicano, divenne in seguito deputato fascista.

## Biografia

### Primi anni e avvicinamento alla politica
Nato in una famiglia povera di Forlì, operaio meccanico di idee repubblicane e autodidatta, diresse nel 1910 Il Pensiero Romagnolo, fu amico di Pietro Nenni e partecipò alle proteste politiche e sociali del giugno 1914 culminate nella Settimana rossa.
Allo scoppio della prima guerra mondiale si arruolò come volontario ciclista benché avesse una malformazione fisica permanente che lo rendeva inabile al servizio militare.
Iniziato il 6 giugno 1916 alla Massoneria nella loggia Aurelio Saffi di Forlì, subito dopo divenne segretario del Partito Repubblicano, carica che tenne a partire dal luglio 1916 fino all'aprile del 1920. 
A seguito della costituzione dei Fasci di combattimento si avvicinò alle posizioni di Mussolini: nel 1922 lasciò il partito che aveva guidato fondando con altri ex repubblicani l'organizzazione filofascista Unione Mazziniana Nazionale. 
Già consigliere del sindacato nazionale delle cooperative, alla sua confluenza con le associazioni corporative fasciste era stato nominato vicesegretario generale delle Corporazioni sindacali.
Nel 1924, candidato nel cosiddetto listone fascista, fu eletto al Parlamento per la circoscrizione della Lombardia.

### Omicidio
Casalini fu assassinato su un tram a Roma con tre colpi di rivoltella sotto gli occhi della figlia Lidia. L'omicida, il carpentiere comunista Giovanni Corvi, lo assalì al grido di "Vendetta per Matteotti!". La stampa diede ampio risalto all'avvenimento descrivendo l'assassino come uno squilibrato.
Ai suoi solenni funerali il 15 settembre 1924 partecipò lo stesso Benito Mussolini; la commemorazione fu tenuta da Edmondo Rossoni a seguito di onoranze religiose che furono criticate dal Nuovo Paese; il direttore di questo stesso giornale, nel suo esilio francese, avrebbe poi sostenuto che "per Casalini l'operazione si risolveva nel semplice buonservizio (che non era il primo che rendeva il povero assassinato) di simulare, a carico degli antifascisti, una specie di compensazione da selvaggi per Matteotti". 
È sepolto al Cimitero del Verano a Roma.

## Riconoscimenti
Alla memoria di Armando Casalini fu intitolata una prestigiosa società polisportiva bresciana, il Gruppo Sportivo Armando Casalini. Fino al 1945 era a lui intitolato anche uno slargo al quartiere della Balduina in Roma, poi dedicato, a guerra finita, al martire delle Fosse Ardeatine Giuseppe Cordero di Montezemolo.